# Las Rozas de Madrid
Las Rozas de Madrid, nebo také Las Rozas, je obec v Madridském společenství, ve Španělsku. Má rozlohu 59,1 km² a žije zde přibližně 99 tisíc obyvatel.
Obec sousedí s Torrelodones na severu, Villanuevou del Pardillo a Galapagarem na západě, parkem Monte del Pardo na východě a Majadahondou na jihu.
V obci sídlí RFEF.